# 광주우체국
광주우체국(光州郵遞局)은 대한민국 광주광역시 동구 충장동에 있는 과학기술정보통신부 우정사업본부 전남지방우정청 소속의 우편물 취급기관이다.

## 연혁
- 1897년: 광주우체국 개국
- 2000년 10월 25일 : 광주계림금호우편취급소를 동구 계림동 116-1에서 계림동 85-77로 이전[1]
- 2001년 7월 2일: 광주운림동우편취급소 개국[2]
- 2001년 9월 10일: 광주운림동우편취급소를 동구 운림동 649-1에서 운림동 669-3으로 이전[3]
- 2002년 11월 16일: 광주지산동우체국을 광주광역시 동구 지산동 362에서 동구 동명동 112-1로 이전[4]
- 2007년 1월 2일: 우체국 이전으로 인해 광주충장로5가우체국을 광주수기동우체국으로 명칭 변경[5]
- 2010년 10월 1일: 광주광역시 남구 우편구역을 서광주우체국에서 광주우체국으로 변경[6]
- 2011년 10월 1일: 광주광역시 4개 자치구 경계조정으로 인해 관할 우편구역 변경[7]

| 배달구역                                    | 변경 전      | 변경 후      | 비고             |
| ------------------------------------------- | ------------ | ------------ | ---------------- |
| 북구 중흥동 · 우산동 · 풍향동 · 두암동 일부 | 북광주우체국 | 광주우체국   | 동구 계림동 편입 |
| 서구 풍암동 일부                            | 서광주우체국 | 광주우체국   | 남구 송하동 편입 |
| 동구 산수동 일부                            | 광주우체국   | 북광주우체국 | 북구 풍향동 편입 |

- 2014년 7월 7일: 조선대학교우체국, 광주대학교우체국이 광주우체국과 통폐합되어 폐국[8]
- 2015년 8월 3일: 광주신우아파트우편취급국을 광주군분로우편취급국으로 명칭 변경[9]
- 2015년 10월 31일: 광주계림동우체국이 광주우체국과 통폐합되어 폐국[10]
- 2021년 2월 26일 : 광주효덕우편취급국을 광주광역시 남구 서문대로 670에서 서문대로 659 로 이전[11][12]

## 관할 우체국
| 우체국명               | 사진 | 주소                                                 | 비고                                                  |
| ---------------------- | ---- | ---------------------------------------------------- | ----------------------------------------------------- |
| 광주계림금호우편취급소 |      | 광주광역시 동구 계림동 85-77                         | 2000년 10월 25일 이전                                 |
| 광주계림동우체국       |      | 광주광역시 동구 중앙로 261-4 (계림동 256-2)          | 2015년 10월 31일 폐국                                 |
| 광주광복우편취급국     |      | 광주광역시 남구 회서로11번길 16-1 (주월1동 488-9)    |                                                       |
| 광주군분로우편취급국   |      | 광주광역시 남구 대남대로 302-1(월산5동 1038-29)      | 2015년 8월 3일 광주신우아파트우편취급국에서 명칭 변경 |
| 광주대성우편취급국     |      | 광주광역시 남구 중앙로 66 (서2동 71-12)              |                                                       |
| 광주대촌동우체국       |      | 광주광역시 남구 포충로 594 (지석동)                  | 별정국                                                |
| 광주대학교우체국       |      | 광주광역시 남구 효덕로 277 (진월동592-1)             | 2014년 7월 7일 폐국                                   |
| 광주대학교우편취급국   |      | 광주광역시 남구 효덕로 277 (진월동)                  |                                                       |
| 광주무등로우체국       |      | 광주광역시 동구 무등로 298 (계림동 836)              |                                                       |
| 광주방림동우체국       |      | 광주광역시 남구 봉선중앙로134번길 16 (방림동)        |                                                       |
| 광주백운동우체국       |      | 광주광역시 남구 독립로 16 (백운동)                   |                                                       |
| 광주법원우체국         |      | 광주광역시 동구 준법로 7-12 (지산1동 342-1)          |                                                       |
| 광주봉선동우체국       |      | 광주광역시 남구 봉선2로 49 (봉선동)                  |                                                       |
| 광주산수동우체국       |      | 광주광역시 동구 무등로 467(산수2동 540-18)           |                                                       |
| 광주삼정우체국         |      | 광주광역시 동구 밤실로 152(산수2동 540-18)           |                                                       |
| 광주샘우편취급국       |      | 광주광역시 남구 용대로 189(방림1동 527-5)            |                                                       |
| 광주소태동우편취급국   |      | 광주광역시 동구 남문로 562(소태동 687-5)             |                                                       |
| 광주송하우편취급국     |      | 광주광역시 남구 송암로24번길 4(송하동 259)           |                                                       |
| 광주수기동우체국       |      | 광주광역시 동구 수기동 16-1                          | 2007년 1월 2일 광주충장로5가우체국에서 명칭 변경      |
| 광주양림동우편취급국   |      | 광주광역시 남구 백서로 64(양림동 93-34)              | 2001년 7월 2일 신설                                   |
| 광주운림동우편취급국   |      | 광주광역시 동구 의재로 149-4 (운림동 681)            | 2001년 7월 2일 신설 2001년 9월 10일 이전              |
| 광주월산5동우체국      |      | 광주광역시 남구 대남대로 279-1 (월산동)              |                                                       |
| 광주월산동우체국       |      | 광주광역시 남구 구성로76번길 2 (월산동)              |                                                       |
| 광주주월동우편취급국   |      | 광주광역시 남구 대남대로193번길 3-1 (주월1동 1274-5) |                                                       |
| 광주지산동우체국       |      | 광주광역시 동구 지호로 9 (동명동112-1)               | 2002년 11월 16일 현위치로 이전                        |
| 광주지원동우체국       |      | 광주광역시 동구 남문로 652(소태동 525-3)             |                                                       |
| 광주진월동우체국       |      | 광주광역시 남구 서문대로 737 (진월동)                |                                                       |
| 광주충장로우체국       |      | 광주광역시 동구 충장로 94 (충장로2가)                |                                                       |
| 광주학동우체국         |      | 광주광역시 동구 제봉로 31(학1동 110-2)               |                                                       |
| 광주효덕우편취급국     |      | 광주광역시 남구 서문대로 659 (진월동)                | 2021년 2월 22일 서문대로 670에서 이전                 |
| 조선대학교우체국       |      | 광주광역시 동구 필문대로 309-2 (서석동375)           | 2014년 7월 7일 폐국                                   |
| 조선대학교우편취급국   |      | 광주광역시 동구 필문대로 309-2 (서석동)              |                                                       |